# Ferdinand (stíhač tanků)
Ferdinand byl těžký stíhač tanků vyvinutý a sériově vyráběný firmou Porsche a používaný německou armádou ve druhé světové válce. Jeho jméno se stalo v očích vojáků Rudé armády synonymem pro jakéhokoliv stíhače tanků. Poprvé byl nasazen v roce 1943 na východní frontě, a protože se u něj projevily určité nedostatky, byly přeživší stroje po bitvě u Kurska staženy z fronty a podrobeny přestavbě. Vylepšená varianta stroje pak dostala nové jméno Elefant. V inventáři munice nesl označení SdKfz 184, zatímco jeho oficiální označení bylo Panzerjäger Tiger (P).

## Vývoj

Porscheho varianta Tigeru

Když německý zbrojní úřad vypsal soutěž na nový typ těžkého tanku (projekt Tiger), vstoupily do soutěže o tuto zakázku dva konkurenční návrhy: Porsche a Henschel. Profesor Ferdinand Porsche si byl natolik jist svým vítězstvím, že neváhal dokonce zahájit sériovou výrobu vozidel VK45.01 (P) ještě před tím, než bylo vydáno rozhodnutí o vítězi. Vyhrál ale tým Henschela a Porschemu tak zbylo 95 podvozků a trupů k tanku, který nikdo nechtěl. Po dlouhé diskusi, co s nimi, bylo nakonec rozhodnuto, že sešrotovat je by byla škoda a že budou využity na něco jiného. Pět trupů bylo přestavěno na těžký vyprošťovací stroj (tzv. Bergetiger). Zbylých 90 bylo přestavěno na unikátní konstrukci těžkého stíhače tanků. Požadovaná extrémní pancéřová ochrana (200 mm silný čelní pancíř nástavby, 100mm čelní pancíř trupu, 80mm zadní část nástavby) vedla nakonec k podstatně těžšímu stroji, než měl být původní tank (naložený municí a palivem vážil asi 69 tun). To vedlo k podstatnému omezení rychlosti a vysoké spotřebě paliva.
Koncem roku 1943 byly přeživší stroje staženy z východní fronty a byly podrobeny přestavbě. Nejpodstatnějšími změnami bylo dodatečné přidání kulometu MG 34 ovládaného radistou a velitelské věžičky s periskopy. Modernizovaná verze byla pojmenována Elefant (slon).

## Výhody a nevýhody

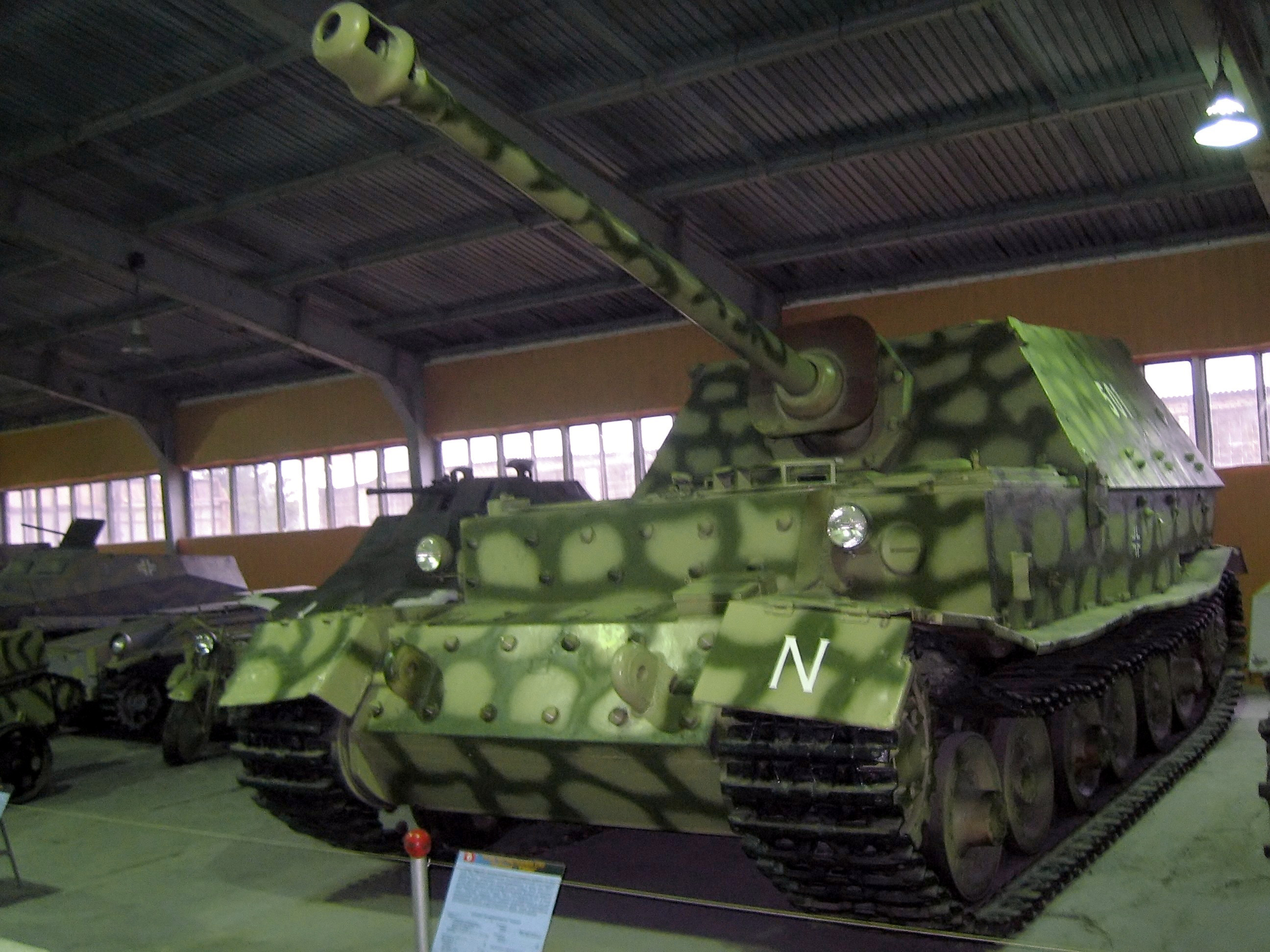
Ferdinand v tankovém muzeu Kubinka

V době jeho prvního nasazení neexistoval stroj, který by ho zepředu dokázal vážněji ohrozit na libovolnou vzdálenost, a ještě na konci války představoval při čelním souboji extrémně tvrdý oříšek. Výkonné a přesné dělo mu v kombinaci se silným pancířem zpravidla poskytovalo výhodu většího účinného dostřelu oproti protivníkovi. Převaha se měnila v nevýhodu, pokud se dostal do příliš těsné blízkosti většího množství obrněné techniky protivníka. Ta pak mohla neohrabaného Elefanta obklíčit a z boku či zezadu rozstřílet.
Zatímco u posádek nepřátelských tanků a samohybných děl si Ferdinand získal obrovský respekt, mohl být ohrožen nepřátelskou pěchotou. Podstatnou nevýhodu představovala zejména absence organické kulometné výzbroje. Ferdinand potřeboval nutně silný doprovod pěchoty či lehkých tanků pro ochranu před pěchotou, problematickým se jevil i malý rozhled posádky, která musela až příliš často otevírat poklopy a vystrkovat ven hlavy. Absence otočné věže navíc činila stroj prakticky bezmocným při jakékoliv vážnější poruše pásu nebo hnacích kol. Velikou nevýhodu představovala také jeho velká hmotnost, která často ztěžovala či přímo znemožňovala odtažení poškozených strojů z bojiště.

## Nasazení

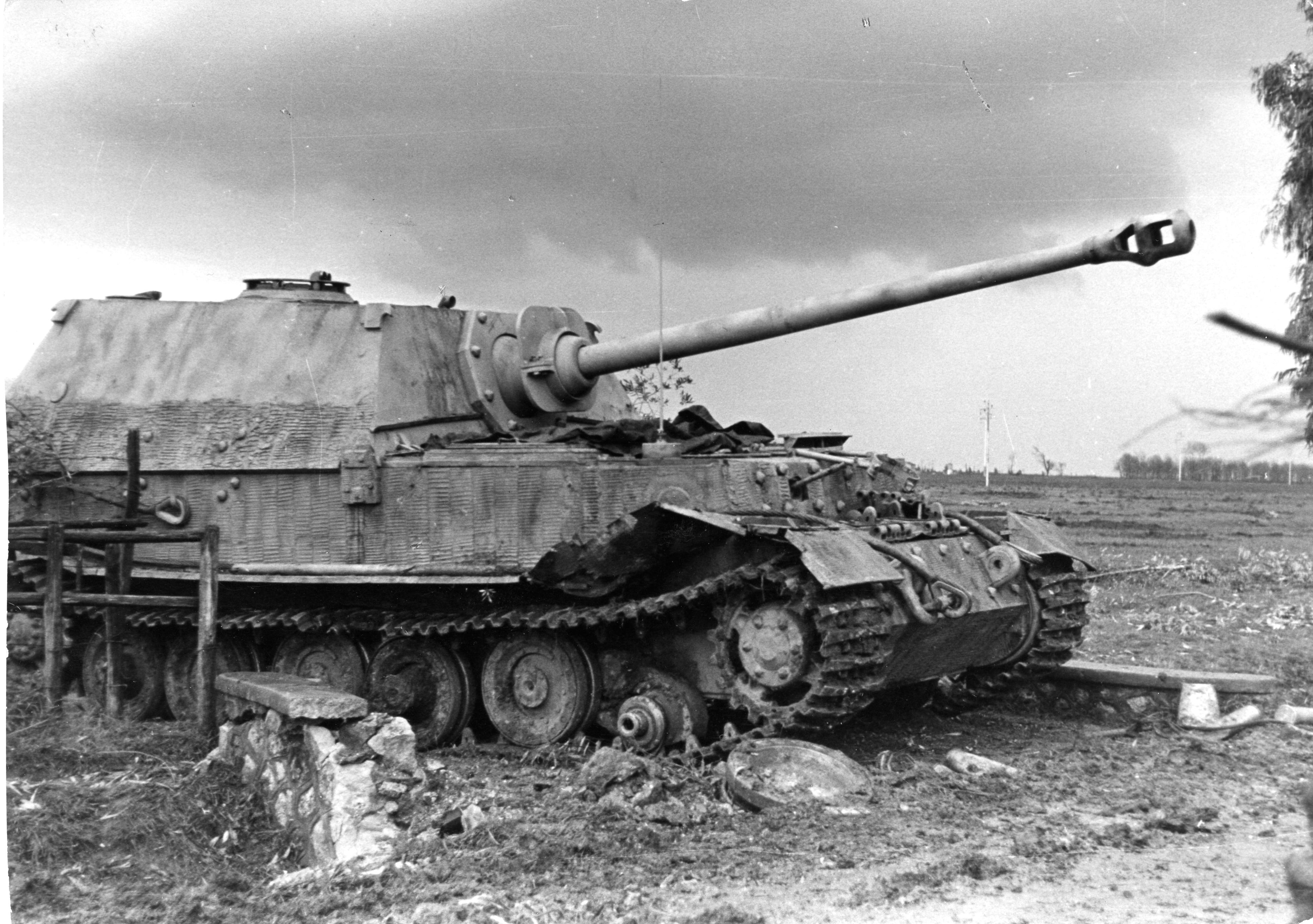
Vyřazený Elefant kdesi v Itálii, 1944

V roce 1943 byl Ferdinand nasazen v bitvě u Kurska. Koncem roku byly všechny přeživší stroje (48 kusů) staženy do Říše na již zmíněnou přestavbu. V únoru 1944 byla jedna část strojů upravené verze nasazena v Itálii, zbytek krátce poté na Ukrajině. Poslední Elefant v řadách německých ozbrojených sil byl údajně vyřazen až 22. dubna 1945 poblíž Berlína.

## Pověsti o Ferdinandu
Jak již bylo řečeno, jeho jméno se stalo synonymem pro všechny stíhače tanků Německa. Proto se v ruské literatuře lze setkat s tisíci a tisíci zničenými Ferdinandy[zdroj?], ačkoliv jich bylo ve skutečnosti vyrobeno jen 90 kusů, z nichž jen část byla zničena či vyřazena na východní frontě. Pokud se k takovéto literatuře dostanete, představte si pod tímto jménem cokoliv od stroje Marder I po Jagdtigera.